# Al-Shabab Club
El Al-Shabab Club (en árabe: نادي الشباب‎, romanizado: nādī alshabab, lit. 'El club juvenil') es un club de fútbol saudí de la capital Riad. Fue fundado en 1947 y al principio se llamó Shabab Al Riyadh. (شباب الرياض), que significa Riadhi Youth, pero en 1967 pasó a llamarse Al Shabab. 
Actualmente juega la mayoría de sus partidos como local de la Primera División de Arabia Saudita en el Estadio Principe Faisal bin Fahd. Sin embargo, en ocasiones disputa algunos encuentros en el Estadio Internacional Rey Fahd con capacidad para 68 752 espectadores, el más grande del país.

## Historia
Al Shabab fue el primer club de fútbol de Riad. El club comenzó antes de 1947, con muchos conflictos antes con sus numerosos miembros, pero se estableció en 1947 y Abdulrahman Bin Saeed era el presidente. Cinco años después, Al Shabab ganó su primer torneo venciendo a Sakit Al Hadeed (Railway Club) en Riad. Tres años más tarde, en 1955, Al Shabab venció al Colegio Militar para ganar la Copa Rey Saud. Pasaron dos años y surgió un nuevo conflicto en 1957. El jugador, Saleh Jaber, fue designado capitán, pero luego fue despedido y el nuevo capitán fue Ahmed Lmfoon. Esto no agradó a algunos miembros del club. Pronto el conflicto fue imposible de resolver, y Abdulrahman Bin Saeed y algunos miembros abandonaron Al Shabab y se llevaron a los mejores jugadores que jugaban para el club en ese momento de una manera injusta, dejando a Al Shabab en un caos. El club se detuvo durante medio año debido a la debilidad financiera, nació un nuevo club de fútbol a partir de los conflictos y la separación con Abdulrahman Bin Saeed como presidente, que es el club conocido hoy como Al-Hilal. Luego, a principios de 1959, comenzó otro problema, Abdullah Bin Ahmed, el presidente de entonces, estaba solo cuidando del club. No podía soportar la presión de manejar el club solo y decidió irse de vacaciones al extranjero. Antes de viajar, disolvió el primer equipo y la mayoría de los jugadores ficharon por otros clubes principalmente Al-Ahli y Al-Hilal. Lo que quedó fue el equipo juvenil, y el jugador Abdulrahman Bin Ahmed decidió cuidar de la juventud, y de ahí obtuvo el nombre de Shabab Al Riyadh, que significa la juventud de Riad. Pronto regresó Abdullah Bin Ahmed, y muchos miembros regresaron y apoyaron al club. Luego, Abdullah Bin Ahmed anunció el regreso de formar el primer equipo, y algunos jugadores regresaron, pero algunos se quedaron en Al-Ahli y Al-Hilal. También en 1959 se formó la Federación Saudita de Fútbol y todos los clubes de fútbol se anunciaron oficialmente. En 1960, en el primer torneo oficial llamado Copa Rey Saud para la Provincia Central, Al Shabab se enfrentó a Al Hilal en sus primeros partidos oficiales entre los dos y ganó 3-0 para ganar su primera copa.
En la década de 1960, todos querían jugar y ser parte del club, y luego de la solicitud de Al Najmah FC y Al Marekh en 1967, se unieron como un solo club y cambiaron su nombre de Shabab Riyadh, a simplemente Al Shabab. Los colores del equipo fueron en un principio blanco y verde, luego se cambiaron después de la unificación a naranja y azul, pero en 1977 se cambió a blanco, gris y negro, los colores actuales. En 1975 Al Shabab fue delegado a la 1.ª División. Pero la temporada siguiente pudo ganar el primer lugar y descendió a la Premier League en 1976. En 1993, Al Shabab se convirtió en el primer club de Arabia Saudita en ganar 3 ligas principales seguidas. En 2007, Al Shabab se convirtió en el primer club en Arabia Saudita en construir proyectos para aumentar los ingresos del club y comenzó un proyecto de 200 millones de dólares que contiene un hotel de 5 estrellas y un centro comercial. Durante una visita al club en enero de 2008, el principal partidario de Al Shabab, Khalid bin Sultan, anunció el lanzamiento de dos nuevos proyectos, el canal de televisión Al Laith y el Museo Al Shabab.

## Palmarés

### Torneos nacionales (19)
- Primera División de Arabia Saudita (6):

1991, 1992, 1993, 2004, 2006, 2012.
- Copa del Príncipe de la Corona Saudí (3):

1993, 1996, 1999.
- Copa Federación de Arabia Saudita (6):

1988, 1989, 2009, 2010, 2011, 2015
- Copa del Rey de Campeones (3):

2008, 2009, 2014.
- Supercopa de Arabia Saudita (1):

2014.
- Segunda División de Arabia Saudita (1):

1979.

### Torneos internacionales (1)
- Recopa de la AFC (1): 2001.
- Subcampeón de la Liga de Campeones de la AFC (1): 1993.
- Subcampeón de la Supercopa de la AFC (1): 2001.

Torneos Regionales (6)
- Copa de Campeones Árabe (2): 1992, 1999.
- Supercopa Árabe (2): 1996, 2001.
- Copa de Clubes Campeones del Golfo (2): 1993, 1994.

## Participación en competiciones de la AFC
- Copa de Clubes de Asia: 3 apariciones

1992-93 - Subcampeón
1993-94 - Abandonó el torneo en fase de grupos
1994-95 - Segunda Ronda
- Liga de Campeones de la AFC: 10 apariciones

2005 - Fase de grupos
2006 - Cuartos de final
2007 - Fase de grupos
2009 - Octavos de final
2010 - Semifinales
2011 - Octavos de final
2013 - Cuartos de final
2014 - Octavos de final
2015 - Fase de grupos
2022 - En disputa
- Recopa de la AFC: 2 apariciones

2000-01 - Campeón
2001-02 - Segunda Ronda
- Supercopa de la AFC: 1 aparición

2001 - Subcampeón

## Uniforme
| 2023 | 2023 |

## Futbolistas destacados
| - Salem Al-Alawi - Saleh Al-Dawod - Abdulatif Al-Ghanam - Fahad Al-Mehallel - Rashed Al-Mugren - Marzouk Al-Otaibi - Saeed Al-Owairan - Abdullah Al-Waked - Khalid Almojel - Fuad Amin - Abdullah Bin Shehaan - Abdulaziz Khathran - Redha Tukar - Adam Griffiths - Nashat Akram - Faisal Ibrahim - Ahmad Ajab - Musaed Neda |  | - Talal Al-Bloushi - Song Chong-Gug - Server Djeparov - Flávio Amado - Henry Antchouet - Godwin Attram - Alhassane Keita - Ibrahim Yattara - Tarik El Taib - Yahya Desa - Youssef Meriana - Abderrazak Hamdallah - Rashidi Yekini - Mansour Ayando - Mohammed Manga - Ousmane N'Doye - Mark Williams - Riadh Jelassi |  | - Éver Banega - Juan Manuel Martínez - Cristian Guanca - Fernando Menegazzo - Landomar - Marcelo Camacho - Robert Renan - Léider Preciado - Roberto Holsen - Juan Manuel Olivera - Macnelly Torres - Gustavo Cuéllar - Grzegorz Krychowiak - Ivan Rakitić - Yannick Carrasco - Wesley Hoedt - Giacomo Bonaventura - Daniel Podence |

## Entrenadores

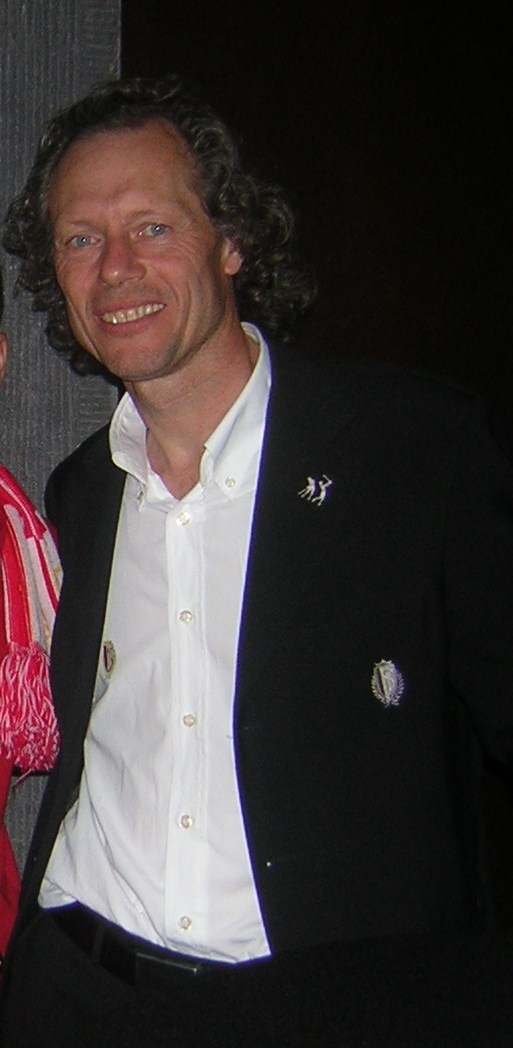
Michel Preud'homme, entrenador del club desde julio de 2011 hasta julio de 2013.

- Luiz Felipe Scolari (1984–85)
- Lori Sandri (1989)
- Paulo Campos (1990–91)
- Lori Sandri (1992)
- Geninho (1993)
- Ivo Wortmann (1994)
- Jean Fernandez (1996–97)
- José Oscar Bernardi (1998)
- João Francisco (1999)
- Arthur Bernardes (2001–2002)
- Zé Mario (1 de julio de 2004–30 de junio de 2006)
- Daniel Romeo (2005–2006)
- Ahmed Alajlani (2006)
- Humberto Coelho (2006–2007)
- José Morais (2007)
- Enzo Trossero (1 de julio de 2007–08)
- Nery Pumpido  [1 de julio de 2008-31 de diciembre de 2008)
- Enzo Trossero (2008–30 de junio de 2009)
- Jaime Pacheco (13 de julio de 2009-15 de abril de 2010)
- Edgar Ferreira (interino) (2010)
- Jorge Fossati (1 de julio de 2010-31 de diciembre de 2010)
- Enzo Trossero (1 de enero de 2011-30 de junio de 2011)
- Michel Preud'homme (1 de julio de 2011–30 de junio de 2013)
- Emilio Ferrera (20 de septiembre de 2013—24 de enero de 2014)
- Ammar Souayah  (interino)
- Jose Morais (6 de junio de 2014-14)
- Reinhard Stumpf (2014-15)
- Jaime Pacheco (2015)
- Adel Abdulrahman  (interino)
- Álvaro Gutiérrez (2015-3 de enero de 2016)
- Fathi Al-Jabal (enero de 2016-junio de 2016)
- Sami Al-Jaber (junio de 2016-septiembre de 2017)
- José Daniel Carreno (septiembre de 2017-marzo de 2018)
- Khalid Al-Koroni (interino) (marzo de 2018-mayo de 2018)
- Marius Sumudica (junio de 2018-mayo de 2019)
- Jorge Almirón (junio de 2019-diciembre de 2019)
- Luis García (diciembre de 2019-julio de 2020)
- Pedro Caixinha (julio de 2020-enero de 2021)
- Carlos Inarejos (enero de 2021-mayo de 2021)
- Péricles Chamusca (julio de 2021-marzo de 2022)
- Marius Sumudica (marzo de 2022-junio de 2022)
- Vicente Moreno (julio de 2022-junio de 2023)
- Marcel Keizer (julio de 2023-septiembre de 2023)
- Juan Ignacio Brown (septiembre de 2023-octubre de 2023)
- Igor Bišćan (octubre de 2023-diciembre de 2023)
- Vítor Pereira (febrero de 2024-diciembre de 2024)
- Fatih Terim (diciembre de 2024-junio de 2025)
- Imanol Alguacil (julio de 2025-)

## Gerencia
| Puesto                                                | Nombre            |
| ----------------------------------------------------- | ----------------- |
| Presidente                                            | Khaled Al Baltan  |
| Vicepresidente                                        | Kholaif AlHweshan |
| Miembro del Directorio,Oficial de Investigación       | Vacante           |
| Miembro del Directorio, Secretario General            | Vacante           |
| Miembro del Directorio, Director del Centro de Medios | Ahmad AlMasoud    |
| Official Profesional                                  | Pat Janssen       |